# 语码混用
语码混用是指说话人在使用一种语言进行交际时，因某种原因突然选用另一种语言中的词语或结构，从而出现两种或多种语码的混用，是局部词语或结构的混合使用。
中英夹杂是“语码混用”现象的类别，而语码混用则多指两种或多种语言（包括语言变体）之间进行个别词语或局部结构的转换，从而形成两种或多种语码之间的混合使用”。
在句法、形态学以及语言形式的其他研究领域，很多学者都将“语码混用”和“语码转换”两个术语互换使用。同时“语码混用”在不同的语境中也有被赋予一些具体的定义，而这些具体定义未必适用于其他语境。
语码混用的使用和产生与皮钦语类似，但皮钦语一般产生于没有通用语言的群体之间，而语码混用多产生于同时使用多种语言的群体中。